# حافد (أمانة العاصمة)
حافد هي إحدى قرى مديرية ضواحي الأمانة سنحان وبني بهلول التابعة لمحافظة أمانة العاصمة صنعاء اليمنية ، بلغ تعداد سكانها 1275 نسمة حسب الإحصاء الذي أجري عام 2004.